# Potępiony za niewiarę
Potępiony za niewiarę (hiszp. El condenado por desconfiado) – dramat Tirsa de Moliny.

## Autorstwo i data powstania utworu
Potępiony za niewiarę ukazał się w Segunda parte de las comedias de Tirso de Molina (Drugiej części komedii Tirsa de Moliny) wydanej w Madrycie w 1635 roku. We wstępie autor zaznacza, że tylko cztery, spośród dwunastu zawartych w nim sztuk, wyszły spod jego pióra. Co nie dziwi zważywszy, że autor, po zakazie pisania sztuk świeckich w 1625 roku, nie miał powodu, by szczególnie obnosić się ze swoją twórczością. Sztuka została wydana po raz kolejny pod jego imieniem w osobnym wydaniu jakiś czas później. Za autorstwem Tirsa przemawia ponadto głęboko teologiczny wymiar utworu, charakterystyczne dla autora przemieszanie elementu poważnego z farsowym, luźna konstrukcja scen, drastyczne, a czasem nawet obsceniczne poczucie humoru i język. Niektórzy uczeni mimo to próbują, choć bez większego powodzenia, podważać autorstwo Tirsa, przypisując je Lopemu de Vedze, Juanowi de Alarcón, Antoniowi Mira de Amesena, a nawet trzeciorzędnemu dramaturgowi Alonsowi Remónowi.
Hiszpańska pisarka i krytyk literacki Blanca de los Ríos uważa, że sztuka została napisana między 1614 a 1615 rokiem. Według nowszych badań Ciriaca Morona i Roleny Adorno została napisana około 1625 roku w Sewilli. Przemawia za tym fakt odwołania się przez autora pod koniec dramatu do dzieła kardynała Roberta Bellarmina (1542-1621) De arte bene moriendi (O sztuce dobrego umierania) z 1620 roku, którego hiszpański przekład wyszedł w Barcelonie w 1624 roku.

## Osoby
| Osoba                     | Jej rola w dramacie                            |
| ------------------------- | ---------------------------------------------- |
| Paulo                     | pustelnik                                      |
| Enrico                    | syn Anareta, złodziej, morderca i gwałciciel   |
| Pastuszek                 | anioł                                          |
| Szatan                    |                                                |
| Anareto                   | ojciec Enrica                                  |
| Celia                     | kochanka Celia                                 |
| Lidora                    | służąca                                        |
| Octavio                   | adorator Celii, potem zleceniodawca morderstwa |
| Lisandro                  | adorator Celii                                 |
| Pedrisco                  | sługa Paula                                    |
| Galvan, Escalante, Roldan | kompani Enrica                                 |

## Miejsce akcji
Neapol i jego okolice.

## Treść

### Akt I

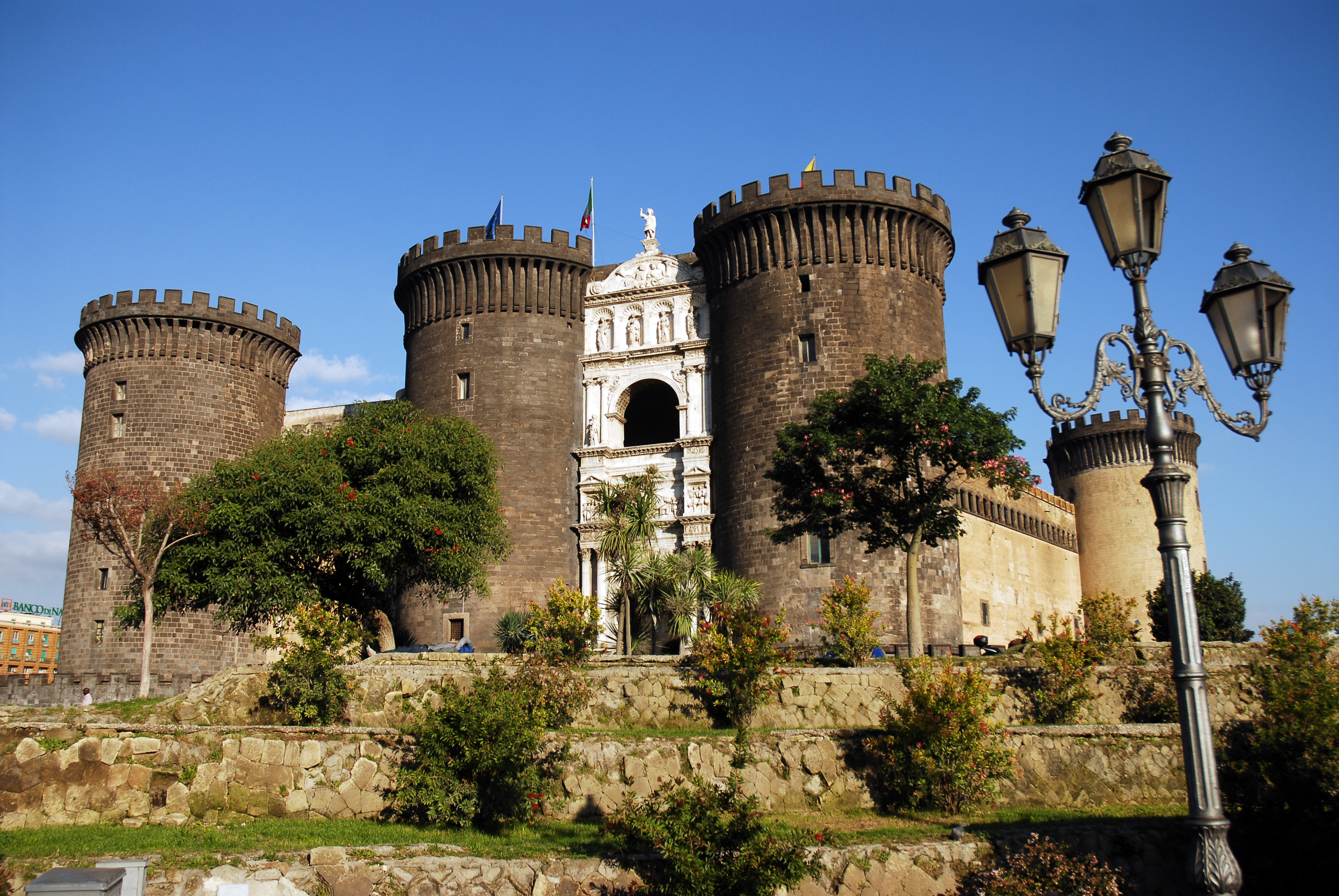
Castel Nuovo w Neapolu

Pustelnik Paulo ma sen, w czasie którego zostaje potępiony po śmierci na sądzie Bożym. Zwątpiwszy w sens swojego 10-letniego pustelniczego życia, domaga się od Boga, by mu ukazał jaki będzie jego koniec. Korzystając z tej sytuacji zjawia się przed nim szatan w postaci anioła, który zwodził go, by udał się do Neapolu pod Bramę Morską, tam spotka Enrica syna Anareta, którego czeka taki sam koniec jak i jego. Paulo wyrusza ze swym sługą Pedriskiem do Neapolu.
Lisandro i Octavio, pod nieobecność Enrica, umizgają się do jego kochanki, Celii. Gdy zjawia się Enrico, wyzywa ich na pojedynek, rani i zmusza do ucieczki. Odbiera Celii wszystko, co dostała od zalotników, po czym na jej prośbę cała kompania udaje się pod Bramę Morską. Tam Paulo i Pedrisco są świadkami zbójeckich przechwałek. Zachęcony przez kompanów Enrico chwali się swoimi przewagami. Wychowany w dobrobycie, wykradał ojcu pieniądze na swoje zachcianki, a potem na hazard. Kiedy w ten sposób roztrwonił ojcowski majątek, zaczął okradać domy bogaczy z bandą takich jak on hultajów. Koledzy zostali złapani i powieszeni, a on napadał odtąd i zabijał wychodzących z domu gryz wygraną. Odtąd kradnie, zabija i gwałci, kpi sobie z praw Boskich, byle się go bano. Paulo, dotknięty niesprawiedliwością Boga, który chce go wynagrodzić za jego trudy jak ostatniego zbója, postanawia przynajmniej zasłużyć sobie na to. Udaje się w góry, w których miał pustelnię i zostaje rozbójnikiem.

### Akt II
Enrico, który zgrał się do cna, decyduje się zabić na zlecenie don Albana. Czekając na niego, zagląda do chorego ojca, którym się od lat opiekuje, i przed którym ukrywa, że jest bandytą. Kiedy okazuje się, że don Albano jest starce, przez wzgląd na siwe włosy swego ojca, odmawia zamordowania go. Gdy zleceniodawca don Octavio żąda zwrotu zaliczki, rozsierdzony Enrico zabija go w pojedynku. Odgłosy pojedynku sprowadzają Gubernatora na czele straży. Enrico zabija Gubernatora i wraz z kompanem, Galvanem uciekają i rzucają się w morze.
Paulo łupi kolejnych podróżnych i każe ich powiesić. Gdy zostaje sam spotyka Pastuszka, wijącego wianek dla zagubionej owieczki, który mówi mu, że nawet najgorszy zbrodniarz może liczyć na Boże miłosierdzie, jeśli się nawróci. Perdisco informuje Paula. że przed chwilą wyciągnęli z morza Enrica wraz z towarzyszem. Paulo każe ich przywiązać do słupa i przygotować do egzekucji. Podejmuje wówczas, ubrany w mnisi strój, próbę nakłonienia Enrica do nawrócenia, aby w ten sposób i siebie uratować przed potępieniem. Gdy Enrico odmawia ujawnia, że jest rozbójnikiem i zaprasza go do swojej kompanii. Enrico, który bardzo niepokoi się o ojca udaje się wraz z Pedriskiem do Neapolu.

### Akt III

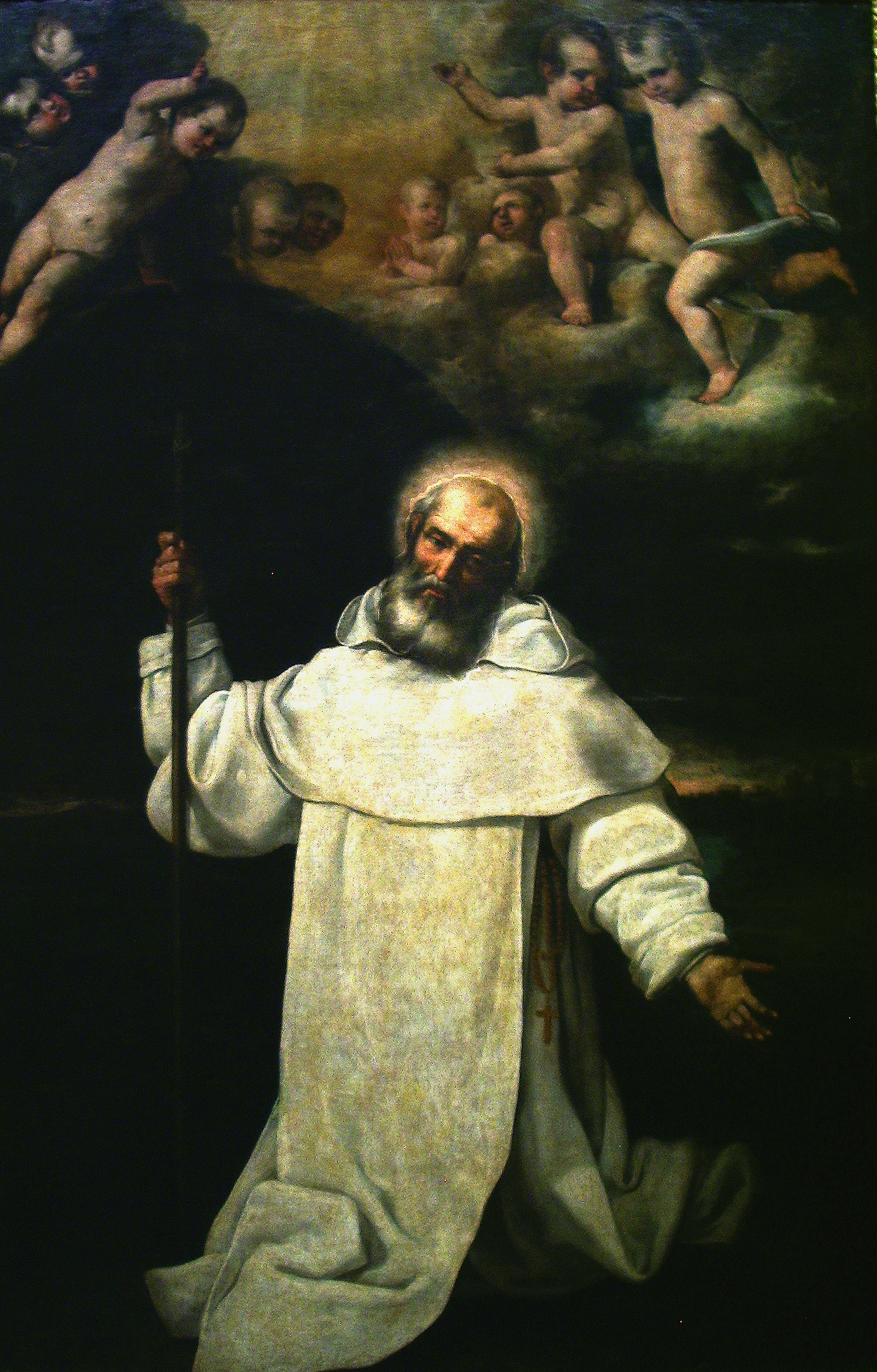
Święty Piotr Nolasco, według K. Vosslera pierwowzór postaci Enrica.

W Neapolu obydwaj dostają się do więzienia. Enrico liczy na pomoc swej kochanki. Celia przychodzi jednak jedynie po to, by go poinformować o wyznaczonej na dzień następny egzekucji oraz o swoim ślubie z Lisandrem. Enrico zrywa łańcuch, którym został przykuty do muru, zabija strażnika. Zostaje jednak schwytany i zamknięty w ciemnicy. Zjawia się przed nim Szatan, otwiera przejście w murze i zachęca, by uciekał. Enrico czuje przerażenie i słyszy głos, który zapewnia go, że w więzieniu jest jego ocalenie. Zostaje. Szatan znika. Dozorca i Pedrisco namawiają go, by się wyspowiadał, odsyła ich jednak do diabła. Po odczytaniu wyroku śmierci, który przyjmuje z kamiennym spokojem, zjawia się u niego ojciec i zaklina go na wszystko, co dla niego najdroższe, na miłość synowską, by się wyspowiadał. Enrico prosi Boga o przebaczenie.
Paulo spotyka Pastuszka, który stracił nadzieję, że zagubiona owca wyjdzie z ukrycia, choć Bóg wciąż na nią czeka. Paulo widzi duszę unoszącą się do nieba w towarzystwie dwóch aniołów. Jego banda zostaje otoczona i rozbita, a Paulo naszpikowany strzałami, ucieka pogoni. Umierającego spotyka Pedrisco i opowiada mu o nawróceniu i uratowaniu duszy przez Enrica. Paulo uznaje się jednak za niegodnego przebaczenia, nadal zresztą wierzy, że Bóg uczyni z nim to samo co z Enrikiem, jak mu obiecał.

## Kontekst
Tematyka sztuki wpisuje się w spór teologiczny, który rozgorzał w Hiszpanii na przełomie XVI i XVII wieku. Rozpoczął go w 1588 roku jezuita Luis de Molina (1533-1600) dziełem Liberii arbitrii cum gratiae donis divina praescientia, providentia et reprobatione concordia. Dowodził w nim, że nie ma zasadniczej sprzeczności między ludzką wolną wolą a Boską wszechmocą. Bóg wie wprawdzie od zawsze kto zostanie zbawiony, a kto potępiony, nie oznacza to jednak, że kogokolwiek z góry skazuje na nie. Zbawienie lub potępienie dokonuje się bowiem permanentnie, równocześnie z czynami, których człowiek dokonuje. Molina przeciwstawiał się w ten sposób, związanej z pewnymi kręgami protestanckimi, teorii predestynacji i podkreślał wartość wolnej woli człowieka; nadmiernie jednak uzależniał, zdaniem jego oponentów, nieskończoność i wszechmoc Boga od zmiennych kolei życia człowieka. W przeciwieństwie do Moliny Domingo Báñez i Franciszek Suarez oraz towarzysze zakonni Tirsaː Zumel, Blosio i Merino podkreślali Boże miłosierdzie i wszechmoc, dzięki którym nawet najwięksi grzesznicy mogą dostąpić zbawienia.
Tirso wydaje się zachowywać dystans między obydwoma stronami sporu. W jego ujęciu nikt nie zostaje potępiony bez własnej winy, nikt też nie zostaje zbawiony bez Bożego miłosierdzia. W Potępionym za niewiarę Paulo trafia do piekła, zapomina bowiem, że to Boże miłosierdzie, a nie ludzkie zasługi są podstawą zbawienia. W Zwodzicielu z Sewilli taki sam los spotyka Don Juana, który nadmiernie ufa Bożemu miłosierdziu, a zapomina o nawróceniu i skrusze.

## Paulo i Enrico
Enrico z Potępionego za niewiarę popełnia grzechy, które pozostawiają nadzieję nawrócenia. Paulo, wątpiąc w Boże miłosierdzie i zuchwale wystawiając Boga na próbę, popełnia grzechy przeciw Duchowi Świętemu, które są odrzuceniem przebaczenia. Uważając się za lepszego od Enrica, Paulo sprzeciwia się nadto ewangelicznemu nakazowiː Nie sądźcie, abyście nie byli sądzeni. Jego pełne umartwienia życie ma wszelkie cechy kalkulacji zysków i strat, gdy znika perspektywa wiecznej nagrody, Paulo przekreśla swe dotychczasowe życie i zmienia się w przeciwieństwo tego, kim był. W koncepcji Tirsa pozostaje jedynym i wyłącznym sprawcą swego nieszczęścia.
Enrico, psychologicznie bardziej schematyczny, wydaje się przerysowany zarówno, gdy idzie o jego wady, jak i o nieliczne zalety, w czym można się dopatrywać wyraźniej intencji dydaktycznej. K. Vossler zauważył, że pierwowzorem tej postaci mógł być popularny hiszpański święty Piotr Nolasco.

## Źródła dramatu
Legenda o potępionym świętym i zbawionym grzeszniku pojawia się już w Mahabharacie, potem we wczesnochrześcijańskich legendach monastycznych, a także w chrześcijańskim, żydowskim i arabskim folklorze średniowiecznym. Temat ten podjął również Don Juan Manuel (1282-1349) w Księdze przykładów hrabiego Lukanora (1335).
Nie wiadomo czy Tirso znał te opowieści, jest natomiast wysoce prawdopodobne, że pisząc Potępionego mógł korzystać z dzieł trzech współczesnych sobie autorówː Jana od Krzyża, Franciszka Suareza i Roberta Bellarmina. Jan od Krzyża poświęcił w Drodze na Górę Karmel wiele miejsca rozważaniom na temat prawdziwych i fałszywych objawień. Stąd zapewne pochodzi pomysł diabelskiego objawienia w scenie IV I aktu, w wyniku którego Paulo wstąpił na drogę prowadzącą ku zatraceniu.
Z Franciszkiem Suarezem łączy Tirsa podobne rozumienie Bożej łaski i miłosierdzia w dziele zbawienia. Można przypuszczać, że koncepcję dramatu jako opowieści a rebours o nawróceniu świętego Pawła w drodze do Damaszku jest efektem lektury Suarezaː Powiesz, że świętemu Pawłowi zostało zapowiedziane jego zbawienie, a mimo to obawiał się, że zostanie potępiony; a zatem na zasadzie odwrotności, ktoś mógłby mieć objawienie, że zostanie potępiony, a jednak nie popadać w rozpacz; i jest to prawda, ponieważ w rzeczywistości każdy człowiek może dostąpić zbawienia, a zatem powinien zachować nadzieję.

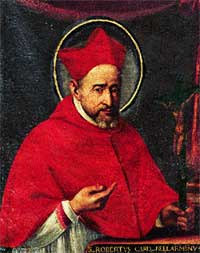
Robert Bellarmin

Jeśli chodzi o konkretne rozwiązania fabularne, Tirso zdaje się najwięcej zawdzięczać Robertowi Bellarminowi, co dodatkowo autor potwierdza w finale sztuki. W II księdze De arte bene moriendi znajduje się zbiór kilkunastu przykładów cudownych nawróceń oraz budzących grozę przypadków grzesznej zatwardziałości. Jeden z nich zapożyczony od świętego Bedy może być pierwowzorem historii Paula. opowiada on o mnichu, który prowadził niegodne życie, a gdy zachorował, wezwał przed śmiercią braci i oznajmił im, że widzi otwarte piekło i szatana w otchłani, oraz przygotowane dla niego miejsce. Gdy bracia upominali go, by odprawiał pokutę, odmówił, tłumacząc, że nie ma już czasu, skoro wyrok zapadł. I umarł bez wiatyku. W rozdziale XIII Bellarmin pisze o ludziach kuszonych przeciw nadziei i radzi im, by pamiętali o nieskończonym Bożym miłosierdziu, gdyż, jak pisze dalej święty Paweł przemienił się z prześladowcy w kaznodzieję [...] po to, żeby [...] nawet największy zbrodniarz – nie tracił ufności w Bogu. święty kardynał wskazuje również na wielkie znaczenie praktykowania dobroczynności oraz wypełnianie IV przykazaniaː Czcij ojca swego i matkę swoją – jedynego bodaj, którego Enrico stara się przestrzegać w życiu. Wspomina też o zbawiennym wpływie kary śmierci. W Potępionym za niewiarę Enrico, który odrzucił spowiedź zostaje zbawiony, dzięki skrusze okazanej w godzinę śmierci.
.